# Dynastie des esclaves

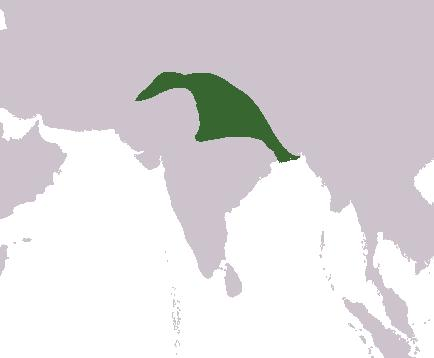
Le sultanat de Delhi sous la dynastie des esclaves

La dynastie des esclaves, ou dynastie ilbarîde (1206-1290), du nom de la tribu turque des Ilbarî, connue aussi sous le nom de dynastie des Ghulâms (ourdou : غلام خاندان, hindi : ग़ुलाम ख़ानदान) ou des Mamlûks (esclaves), dirige le sultanat de Delhi en Inde de 1206 à 1290. 
Muhammad Ghûrî, sultan de Ghor et de Ghaznî cède à sa mort le 15 mars 1206 le sultanat de Delhi à Qûtb ud-Dîn Aibak un esclave turc qui a participé à la conquête de l'Inde. Aibak est couronné à Lahore le 24 juillet 1206. Après une offensive contre Taj-ud-din Yildiz, qui s’est proclamé sultan à Ghaznî, il se consacre à consolider l’administration du sultanat. En 1210, il meurt d’une chute de cheval alors qu’il jouait au polo. Son lieutenant et beau-fils l’esclave turc Shams ud-Dîn Îltutmish lui succède en 1211 après avoir chassé de Delhi Aram Shah, fils trop faible de Qutb ud-din Aibak. 
Îltutmish est le véritable fondateur de la dynastie ilbarîde. Il consolide son pouvoir et passe les dix premières années de son règne à écarter ses rivaux. En 1214, il écarte le gouverneur de Ghaznî Taj-ud-din Yildiz,qui,  chassé par le chah du Khârezm, a pris Lahore. Îltutmish annexe le Sind à domination musulmane. En 1221, le dernier souverain du Khârezm Jalal ad-Din, chassé par les Mongols de Gengis Khan, se réfugie à Lahore. Il ne parvient pas à convaincre Îltutmish d’envoyer des troupes contre les Mongols. Plus tard, ceux-ci arrivent en Inde atteignent l’Indus, mais reculent face au climat. Iltutmish consacre la deuxième partie de son règne à transformer les conquêtes ghurides en Inde en une monarchie héréditaire. Elle s’appuie sur une administration largement composée de Turcs et des Iraniens qui fuient l’avance mongole en Asie centrale. L’armée reste entre les mains des Turcs dont les chefs sont gratifiés de revenus fonciers tirés de la conquête (iqtâ). La cour, dont l’étiquette s’inspire des Samanides, accorde une place importante aux oulémas et aux soufis. En 1228, Îltutmish reçoit le titre de sultan-i-azam du Calife de Bagdad. Enfin, il soumet le sultanat indépendant du Bengale (1230-1231), prend Gwalior (1231), annexe le royaume à domination hindou du Mâlwa (1235). À sa mort en avril 1236, il laisse le sultanat à sa fille Raziyya. 
La cour lui préfère néanmoins son frère Firuz Shah Ier incapable, qui règne sous la direction de sa mère Shah Turkhan. Le sultanat sombre dans le désordre. Les nobles finissent par déposer puis assassiner la reine mère et son fils (novembre 1236). Raziyya est rappelée et règne pendant trois ans et demi, pendant lesquels elle essaie de modifier les institutions, dans un contexte de révolte nobiliaire. Elle épouse Altuniya, le gouverneur rebelle de Bhatinda, mais ils sont assassinés par un fanatique hindou le 13 octobre 1240.
Deux de ses frères et un neveu  lui succèdent ensuite de 1240 à 1266. En 1240, Lahore est ravagée par les Mongols qui l'annexent en 1247. À cette époque, les chefs turcs révoltés (maliks) imposent aux sultans de créer la position de régent (nâ'ib) ; progressivement, celui-ci en vient à détenir virtuellement le pouvoir. L'un d'eux, Balbân, un esclave turc d'Îltutmish, ministre depuis 1249, devient sultan à la mort de Nasir-ud-din Mahmud Ier en 1266. Il affirme son autorité. Pour résoudre le problème des intrigues entre les différentes factions de maliks, il impose une discipline stricte doublée d’une grande austérité : la prosternation devient obligatoire et le sultan est considéré comme l’ombre de Dieu sur la terre et comme un souverain divinement guidé. À cette époque, plusieurs raids des Mongols contre Lahore sont repoussés (1271, 1279). Balbân doit intervenir contre les tentations séparatistes du Bengale (1280) et place son second fils Bughra Khan comme gouverneur de cette province. En 1285, un nouveau raid mongol est arrêté sur les rives de l’Indus par le fils aîné et préféré du sultan, Muhammad Shâh. Victorieux, il est tué dans la bataille. À la mort de Balbân en 1287, ses successeurs, souvent manipulés par des factions de maliks, se disputent son héritage. En 1290, le Turc afghanisé Firuz Shah II Khalji s’empare du pouvoir et fonde la dynastie des Khaljî.

## Liste des sultans
- Qûtb ud-Dîn Aibak (1206-1210)
- Âram Shâh (1210-1211)
- Shams ud-Dîn Îltutmish (1211-1236)
- Rukn ud-Dîn Fîrûz Ier Shâh (1236)
- Jalâlat ud-Dîn Raziyâ (1236-1240)
- Muizz ud-Dîn Bahrâm Shâh (1240-1242)
- Alâ ud-Dîn Masûd Ier Shâh (1242-1246)
- Nâsir ud-Dîn Mahmûd Ier (1246-1266)
- Balbân (1266-1287)
- Muizz ud-Dîn Kaiqûbâd (1287-1290)

## Sources
- History of Delhi Sultanate, par M.H. Syed Publié par Anmol Publications PVT. LTD., 2004  (ISBN 81-261-1830-X et 978-81-261-1830-4)